# Tom Høyem
Tom Høyem, född 10 oktober 1941 i Nykøbing Falster, är en dansk rektor och politiker (Moderaterne/Freie Demokratische Partei).

## Tidiga år
Tom Høyem har sedan barndomen varit kristen och som konfirmand hade han vissa ambitioner om att bli läkarmissionär i Kongo-Kinshasa, likt förebilden Albert Schweitzer. Han avlade studentexamen från Kalundborg Gymnasium 1960 och studerade först teologi vid universiteten i Århus och Köpenhamn, innan han valde att studera nordiska språk. Vid sidan av studierna arbetade han bland annat som lärare på olika folkskolor och gymnasieskolor (1960-1964) och som taxichaufför (1965-1967). Han blev cand.phil. i nordisk filologi 1973 och hade sedan 1960-talet varit medlem av Socialdemokraterne och tagit parti som EU-motståndare. 1968-1970 var han dessutom styrelseledamot i Socialdemokraternes partiavdelning på Frederiksberg. När den färgstarke partikamraten Erhard Jakobsen tog initiativ till att bilda ett nytt parti, Centrum-Demokraterne (CD), blev Høyem övertalad till att ansluta sig. Partiet bildades 1973 och han tilldelades en av partiets två ordförandeposter, landsordförandeposten. Han innehade den posten fram till 1975, då han fortsatte sina studier, nu i det norska språket och norsk litteratur vid Bergens universitet. Han hade ställt upp som partiets kandidat vid såväl kommunalval som i valen till Folketinget och Europaparlamentet, dock utan att lyckas bli vald. Han blev lektor i danska vid Stockholms universitet 1975 och ledamot i institutionsstyrelsen för nordiska språk (1976-1979), reselektor för Föreningen Norden i Sverige, och rektor för Høng Gymnasiums Studenter og HF-Kursus (1979-1987). Han undervisade dessutom i danska och religionskunskap på Skt. Jørgens gymnasium i 16 år (1964-1980). Under perioden 1975-1979 var han utrikeskorrespondent för Berlingske Tidende i Stockholm och har även arbetat som recensent för tidningen Gymnasieskolen samt som medarbetare på Svenska Dagbladet (1976-1979), Sveriges Radio och Danmarks Radio. Han gjorde ett försök till en politisk karriär i Sverige, då han var med om att grunda partiet Centrumdemokraterna och var dess vice partiordförande (1978-1979). Väl tillbaka i Danmark hotade han med att lämna Centrum-Demokraterne 1982, då många av partiets unga medlemmar ville ha en egen organisation inom partiet.
Bland Høyems övriga sysselsättningar kan nämnas att han har drivit egna firmor inom Hi-Fi-, hundfoder- och vitvarubranscherna samt att han varit lärare vid barnmorskeutbildningen på Rigshospitalet. Han var även en av grundarna av Modersmål-Selskabet (upprättat 1979) och var en förespråkare av att föreningen skulle representeras i det danska Radiorådet. Han motiverade det med att språket i medierna hade ett stort inflytande på folks vardagliga tal. I samband med att föreningen lade till arbetet för folkstyret till sina stadgar 1984 skrev Høyem i Kristeligt Dagblad:
| ” | Modersmål-Selskabet ville understryka sammanhanget mellan språket och demokratin. Tar vi ifrån de unga i utbildningen ett nyanserat och medvetet språk, så tar vi ifrån dem ett demokratiskt redskap. Genom språket har man inflytandet. Den språkliga vanmaktens frustrationer ser vi i våld och oartikulerade rop. | „ |

Høyem var en av grundarna och tillika styrelseordförande (1980-1982) av Europahøjskolen på Møn. Han var även en av grundarna av Folkebevægelsen for frit fjernsyn 1979.

## Grönlandsminister
Efter folketingsvalen i september 1982 utnämndes Tom Høyem till grönlandsminister i Poul Schlüters borgerliga koalitionsregering, trots att han tidigare hade varit en motståndare till att CD skulle ingå i en sådan koalition. Att han blev utnämnd till minister berodde mycket på partikamraten Arne Melchior (trafikminister i Schlüters regering), som förde en hård kamp i regeringsförhandlingarna om att få Høyem med i regeringen, samt på det förtroende han hade i partiordförande Erhard Jakobsen. Høyem kände sig dock osäker i fråga om sitt nya ämbete och sade att han lät perioden fram till julafton 1982 vara en prövotid för honom som minister. Än mer osäkerhet uppstod då han sade att han tänkte rådgöra med sin familj om han efter prövotiden skulle fortsätta som minister.
En kort tid efter att Høyem utnämndes till minister reste han till Grönland. Han fick ett kyligt mottagande av det socialdemokratiska regeringspartiet Siumut, då han tidigare hade uttalat att den danska regeringen kunde tvingas att skära ned på det bostadsbyggande (på c:a 1000 bostäder) som planerades på Grönland. Bostadsbyggandet var ett löfte från den socialdemokratiska regeringen och Centrum-Demokraterne hade tidigare vid en omröstning i Folketinget röstat för regeringens satsning.
Høyem kritiserades det grönländska regeringspartiet Siumut, då han skall ha tilldelat 200 ton grönländska räkor till danska fiskare utan att be Grönlands landsstyre om tillåtelse och därmed ha överträtt det grönländska självstyret. Enligt Høyem var det dock hans företrädare, Tove Lindbo Larsen, som hade varit ansvarig för denna konflikt. – Han råkade även i delo med Grönlands ena representant i Folketinget, Preben Lange, som anklagade Høyem för att ha brutit mot överenskommelserna med det grönländska självstyret angående Danmarks besparingar på bidrag till Grönland. Høyem dementerade anklagelserna och sade att Grönlands landsstyre var med på de besparingar på 95 miljoner danska kronor som han ämnade genomföra.
Høyem och den borgerliga regeringen råkade i blåsväder 1986 då det kom fram att Folketinget hade blivit felinformerat i fråga om den danska statens utförsäljning av kryolitbolaget Øresund. Vid utförsäljningen påstods att den kryolit som var värd att bryta höll på att bli obetydlig och att man därmed skulle upphöra med verksamheten. Det framgick dock senare att det fanns tillräckligt med kryolit som kunde brytas till och med 1989. Oppositionspartierna, speciellt Socialdemokraterne, utgick från att skulden låg hos Høyem. En domarundersökning av fallet genomfördes, och Høyem blev frikänd från anklagelserna om att han hade felinformerat Folketinget.
Det var på Høyems initiativ som Grönlandsministeriet lades ned 1987, då han ville ge grönländarna mer självstyre för de inhemska frågorna. Det innebar bland annat att grönländarna skulle välja sina egna politiker som kunde ta beslut över statliga uppgifter. Grönland hade dock tidigare krävt att Grönlandsministeriet skulle avskaffas och att man fick direkt förhandlingsrätt med statsministern. En stor del av Høyems mandatperiod gick således ut på att föra över ansvaret för olika statliga institutioner till det grönländska självstyret samt att genomföra Grönlands utträde ur EG. Han var förespråkare för att Danmark som en viktig nation i Nordatlanten skulle upprätta ett arktiskt institut för forskning. Det lyckades dock inte för honom att få tillräckligt med stöd till detta under mandatperioden.
Den 14 september 1984 utnämndes Høyem till kommendör av Dannebrogsorden. Då han valde att avgå som grönlandsminister hösten 1987 erbjöds han att tillträda trafikministerposten, men tackade nej.

## Efter ministertiden
En tid innan Høyem valde att inte fortsätta som minister övervägde han noga att bli präst i den danska folkkyrkan. Under år 1987 genomgick han vissa förberedelse för att påbörja studier till präst, men det blev aldrig verklighet av dessa planer. Istället blev han rektor för Europaskolan i Oxford (1987-1994) och för Europaskolan i München (1994-2000).  År 2000 var han med och grundade Europaskolan i Karlsruhe och har varit dess rektor sedan dess. Han har varit ordförande för Internationalt Humanitært Beredskab (IHB) och har varit valobservatör för OSCE för den danska regeringens räkning i Albanien, Bosnien, Montenegro, Palestina, Ukraina och Kongo-Kinshasa. 
2005 blev han medlem i partiet Venstre och medlem av CEPOS, Danmarks liberala tankesmedja, och dess centerråd. Sedan 2009 är han styrelseordförande av Mende Nazer Foundation.
Sedan 1994 är Høyem medlem av det tyska partiet Freie Demokratische Partei (FDP) och blev invald till kommunfullmäktige (Gemeinderat) i Karlsruhe 2004.
2022 gick han med i partiet Moderaterne.